# Niz (futbolista)
Dionisio Nuez Robaina (Las Palmas de Gran Canaria, 31 de diciembre de 1945 - ib., 15 de octubre de 2022) fue un futbolista español que se desempeñaba como centrocampista.

## Clubes
| Club              | País   | Año       |
| ----------------- | ------ | --------- |
| U. D. Las Palmas  | España | 1965-1972 |
| R. C. D. Mallorca | España | 1972-1975 |